# K6리그 세종
K6리그 세종(K6 League Sejong)은 대한민국 세종특별자치시에서 진행되는 축구 대회이다.

## 역사
2019년에 ' K6 세종특별자치시 리그'라는 이름으로 시작되었다. 2019 시즌엔 1개의 지역에서 6개 선수단이 참가한다.

## 시즌별 결과
| 시즌   | 권역 | 참가 | 우승 | 준우승 | 승격 | 강등 | 비고                                       |
| ------ | ---- | ---- | ---- | ------ | ---- | ---- | ------------------------------------------ |
| 2019년 | 1개  | 6팀  |      |        |      |      | 승격팀은 2020 K5리그 대전 충남 세종에 참가 |

## 같이 보기
- K6리그